# Der Sommer, den man zurückwünscht
Der Sommer, den man zurückwünscht ist ein Roman von Max Brod aus dem Jahr 1952, geschrieben und herausgegeben in Israel und gleichzeitig im Zürcher Manesse Verlag.
Er beschreibt eine jüdische Familie mit drei Kindern, die über die Sommerzeit von Prag aus an die Ostsee in die Ferien fährt. Der Roman enthält starke autobiographische Bezüge zu Max Brods Kindheit. Max heißt hier aber Erwin; sein Bruder Otto und die Schwester Sophie treten mit ihren tatsächlichen Namen auf.
Die Schreibweise des Titels ist strittig – mit oder ohne Komma. Die Erstausgabe im Menasse Verlag 1952 enthält kein Komma. Ähnlich wie die Brod-Erzählung Eine Frau nach der man sich sehnt, Erstausgabe Paul Zsolnay Verlag 1928.

## Handlung

### Im Urlaubsdomizil
Die Mutter mit den drei Kindern und dem Dienstmädchen fährt mit dem Zug an die Ostsee nach Misdroy, wie fast jeden Sommer. Der Ort hat sich zum Treffpunkt jüdischer Familien aus Prag entwickelt. Der Vater kann berufsbedingt erst mehrere Wochen später dazukommen. In Berlin wird Station gemacht bei einer früher bekannten Familie. Während der Weiterfahrt an die See wird von den Kindern der kommende Anblick des Meeres herbeigesehnt und diskutiert.
In Misdroy angekommen, übernimmt die Mutter die Regie über den Urlaubs-Haushalt und Freizeitaktivitäten der Kinder. Sie ordnet an und verbietet, ohne auf die Kinder einzugehen. Ihr besonderes Opfer ist das junge Dienstmädchen.
Im Gegensatz zu dem reglementierten Leben der Brod-Kinder gibt es für die befreundeten Kinder der Familie Steyer eine wunderbare Freiheit mit Spiel und Bewegung im ganzen Steyer-Ferienhaus, das Erwin und Otto so häufig wie möglich besuchen. Erwins Eltern schätzen diese Verbindung nicht besonders, sondern sind der Meinung, dass Erwin sich besser mit dem Sohn einer Familie Dünnwald anfreunden sollte. Herr Dünnwald war Schauspieler und ist ein bevorzugter Gesprächspartner von Erwins Vater. Die Mutter war Sängerin.

### Erwins Schicksal
Erwin leidet seit früher Kindheit an Kyphose. Durch unermüdlichen Einsatz seiner Mutter, die ihn zu einem Wunderdoktor bringt, wird ihm ein späteres Leiden erspart. Allerdings ist diese Behandlung so teuer, dass sein Vater eine zweite Arbeitsstelle annehmen muss, was ihn sehr erschöpft. Erwin leidet darunter. Er hat ein besonders inniges Verhältnis zum Vater, der im Gegensatz zur Mutter ein sanftmütiger Mensch ist.
Erwin ist ein Schöngeist. Er liebt Bücher, besonders solche mit eindrucksvollen Illustrationen. Goethe, Schopenhauer, Flaubert, die Antike. Und gerade beim Lesen, seiner großen Lieblingsbeschäftigung, agiert die Mutter unerbittlich aus Sorge um sein Augenlicht und verbietet es oft. Eine weitere Betätigung ist die Musik. Er und sein Bruder Otto hören fast täglich die Kurkapelle im Park. Erwin ist ein virtuoser Pianist. Sein Bruder, zur Geige verpflichtet, schätzt dieses Instrument aber gar nicht. Ein Leiter der Kurkapelle erkennt Erwins Klavierkünste und bittet ihn um Begleitung zu seinen Liedern. Leider besinnt sich auch Frau Dünnwald auf ihre frühere Sangeskunst, und Erwin muss auch sie begleiten. Hier kommt es zum Debakel, da sie nur eine lächerliche ältliche Erscheinung ist, deren Können längst vorbei ist.
Die Mutter wütet immer mehr gegen das unerfahrene Dienstmädchen Zdenka. Zwischen Erwin und dem Mädchen kommt es zu einer leisen zärtlichen Annäherung. Wenn sie sich begegnen, legen sie heimlich Wange an Wange.

### Die Brüder
In der frohen Jungenschar, die viel am Meer herumtollt, kommt es zu einer unschönen Entwicklung, die mit dem Dünnwald-Sohn zusammenhängt, der von der Gruppe nicht recht anerkannt wird. Über dem vorgetäuschten Fund eines riesigen Bernsteinbrockens kommt es zum Eklat, an dem scheinbar auch Otto beteiligt ist und bei dem Erwin an der Integrität seines Bruders zweifelt. Der Dünnwald-Sohn äußert sich antisemitisch.
Eigentlich hat Erwin eine tiefe Zuneigung ohne Neid zu seinem Bruder, der vom Schicksal wesentlich begünstigter ist als er, da er schön und gesund ist. Und es erweist sich tatsächlich, dass Otto keine Schuld trifft. Im Gegenteil zeigt sich sein umsichtiger guter Charakter, als er sich um das entlassene Dienstmädchen Szdenka kümmert und dafür sorgt, dass diese über den Vater in Prag den ihr zustehenden Sold bekommt.
Da der Roman aus der Zukunft des Jahres 1952 geschrieben ist, weiß Erwin um das spätere Schicksal seines Bruders, das in Auschwitz endet. Er widmet ihm „anstelle eines Nachwortes“ das Totengedicht des Catull.

## Textbeschreibung
Es ist ein linear gebauter Roman mit fortschreitender Handlung ohne Vor- und Rückblenden. Allerdings wird der Roman aus dem Wissen des zukünftigen Holocaust geschrieben. „Der Roman führt den Leser in die vergleichsweise friedliche und heimelige Umwelt der Österreichisch-Ungarischen Monarchie.“ Der Roman steckt voller farbiger Bilder und kluger Beobachtungen, ohne Dramatik, einer Meditation gleichend. Die Dramen und das Schreckliche werden nur angedeutet. Das Ende des Bruders, der im Holocaust umkommt, wird nicht direkt thematisiert. Anstelle eines Nachwortes wird das Totenlied des Catull angeführt, ohne dass der Schrecken von Auschwitz tatsächlich ausgesprochen wird. Das tatsächliche Schicksal der Mutter und des Dienstmädchens sind in der Realität erschreckend. Das Dienstmädchen stürzt sich aus dem Fenster zu Tode. Brods Mutter, psychisch schwer krank, wird in ein Heim eingewiesen.

## Ausgabe
- Max Brod: Der Sommer den man zurückwünscht [u.a.] : Romane. Herausgegeben von Hans Dieter Zimmermann in Zusammenarbeit mit Barbara Sramkova und Norbert Müller, Wallstein Verlag, Göttingen 2014, ISBN 978-3-8353-1338-5.